# Hackelia micrantha
Hackelia micrantha (лат.) — многолетнее травянистое растение, вид рода Гакелия (Hackelia) семейства Бурачниковые (Boraginaceae), произрастающий в западной части Северной Америки.

## Ботаническое описание

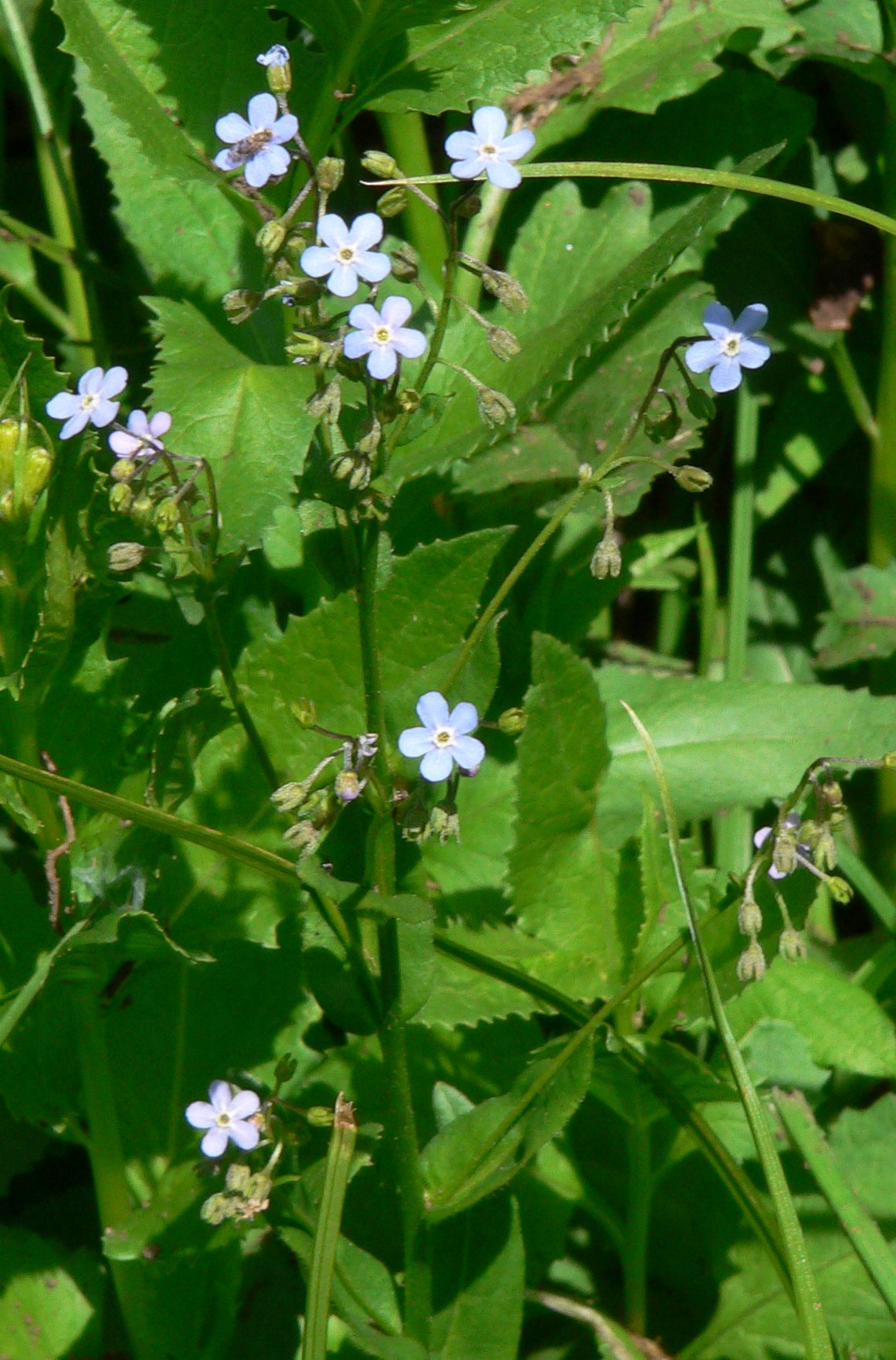
H. micrantha у озера Крейтер (Орегон)

Hackelia micrantha — пышное многолетнее растение, вырастающее от 30 см до 1 м. Прямые стебли окружены у основания множеством листьев овальной или копьевидной формы длиной до 20 см.
Верхние стебли обычно безлистные и содержат кистевидные соцветия небольших ярко-голубых цветов. Цветок имеет пять округлых лепестков с небольшим лепестковидным отростком у основания. Цветёт с июня по август. Плод представляет собой орешек с заострёнными колючками.

## Распространение и местообитание
Hackelia micrantha произрастает в западной части Северной Америки от Британской Колумбии и Альберты, на юго-восток через Монтану в Колорадо и Юту и на юг до Сьерра-Невады в Калифорнии и Неваде.
Растёт на высоте 1 200-3 500 м над уровнем моря, в том числе в Скалистых горах, на лугах, кустарниковых склонах, в открытых лесах и на берегу ручьёв.